# آتش‌سوزی ساختمان خیابان جمهوری

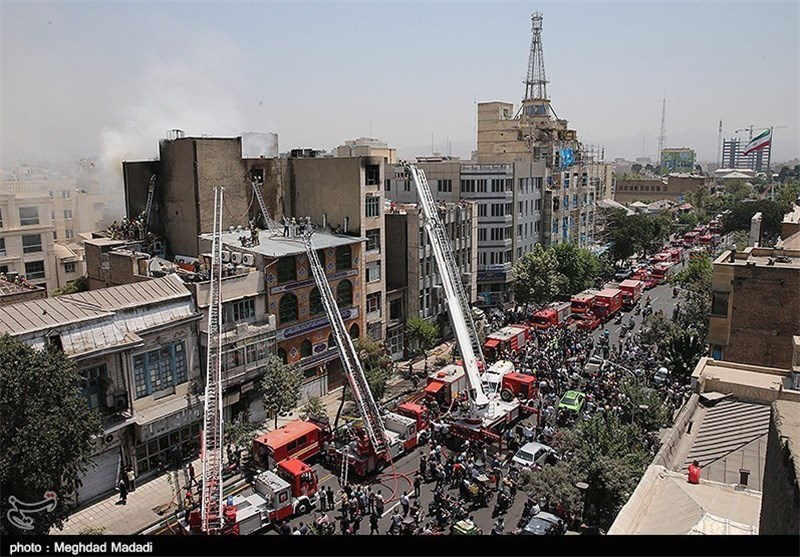
آتش‌نشانان در حال اطفاء حریق ساختمان در خیابان جمهوری

آتش‌سوزی ساختمان خیابان جمهوری اشاره به آتش‌سوزی یک ساختمان ۵ طبقه در خیابان جمهوری تهران دارد که حوالی ساعت ۱۱ صبح روز ۲۹ دی ۱۳۹۲ رخ داد. در این حادثه که در یک کارگاه تولید پوشاک رخ داد، در حالی که مأموران سازمان آتش‌نشانی در حال امدادرسانی بودند، ۲ نفر از کارگران زن کارگاه که برای نجات جانشان از پنجره‌ها آویزان شده‌بودند، از ارتفاع سقوط کردند و جان باختند. افراد حاضر در نزدیک محل حادثه با استفاده از گوشی‌های تلفن خود از صحنه سقوط این دو کارگر فیلمبرداری کردند و فیلم آن در اینترنت منتشر شد.
در هنگام امدادرسانی برای نجات این دو زن، نردبان هیدرولیکی هنگام باز شدن دچار مشکل شد و باز نشد. چندی بعد یک وبسایت به نام پیام نو مدارکی را افشا کرد که نشان می‌دادند که شهرداری تهران بیش از ۱ سال است از انجام خدمات تعمیرات و نگهداری تجهیزات آتش‌نشانی تهران توسط ایویکو ماگیروس (شرکت تأمین‌کننده تجهیزات ایمنی آتش‌نشانی) سرباززده‌است و علیرغم هشدارهای ایویکو ماگیروس ترتیب اثری نداده‌است.
این حادثه حساسیت افکار عمومی و رسانه‌های ایران را برانگیخت.
پس از این حادثه، بر اساس دستور بازپرس پرونده رئیس ایستگاه آتش‌نشانی مورد نظر و آتش‌نشان اپراتور خودرو آتش‌نشانی حامل نردبان نجات دستگیر شدند.
محسن سرخو عضو شورای اسلامی شهر تهران خواستار استعفای شهردار تهران محمدباقر قالیباف شد.

## پیگیری و بررسی حادثه

### دولت
رئیس‌جمهور حسن روحانی در نامه‌ای به وزیر کشور عبدالرضا رحمانی فضلی به وی دستور داد تا در اسرع وقت به حادثه رسیدگی کرده و گزارش دهد.

### شورای شهر تهران
احمد مسجدجامعی رئیس شورای اسلامی شهر تهران دستور پیگیری دلیل حادثه را داد.

### مجلس شورای اسلامی
مجلس شورای اسلامی کمیته‌ای ۳ نفره متشکل از سید مهدی هاشمی، مهرداد بذرپاش و علیرضا محجوب را مسئول بررسی حادثه نمود.

### گزارش آتش‌نشانی به شهرداری تهران
سازمان آتش‌نشانی تهران در تاریخ ۲ بهمن گزارشی را از بررسی حادثه به شهرداری تهران داد که در رسانه‌ها نیز اعلام شد.